# Paul Würfel
Paul Würfel Starszy (ur. około 1365 w Wiedniu, zm. około 1437 tamże) – austriacki kupiec, polityk i burmistrz Wiednia.
Paul Würfel pochodził z zamożnej rodziny mieszczańskiej z Wiednia, której przedstawiciele zasiadali we władzach miejskich. Zarówno ojciec Paula, Heinrich Würfel, jak i jego brat Niklas, byli burmistrzami Wiednia. Paul Würfel był wójtem (Stadtrichter) od 1391 do 1393 i mincerzem w 1396.
Był w latach 1396–7, 1401–3 i 1404–5 burmistrzem Wiednia, od 1398 starszym bajlifem (oberster Amtmann) księcia Wilhelma, rajcą miejskim, a w latach 1409–12 także mistrzem mincerzem. Jego losy po 1412 nie są zbyt dobrze znane. Wspomniany jeszcze w 1436, nie żył już w 1438 roku, dlatego sądzi się, że zmarł około 1437 roku.

## Literatura
- Walter Kleindel: Das große Buch der Österreicher. 4500 Personendarstellungen in Wort und Bild. Namen, Daten, Fakten. Kremayr & Scheriau, Wien 1987, ISBN 3-218-00455-1